# رافاييل سوريانو
رافاييل سوريانو هو لاعب كرة قدم برازيلي، ولد في 21 يوليو 1985 في كامبوس دوس غويتاكازس في البرازيل.